# Женщина (фильм, 2023)
«Же́нщина» (англ. Femme) — британский триллер 2023 года, режиссёров и сценаристов Сэма Эйч Фримана и Энжди Чона Пина, ставший их дебютом в полнометражном кино. Является адаптацией их одноимённого короткометражного фильма 2021 года, номинированного на премию BAFTA.
Премьера фильма состоялась в рамках программы «Панорама» 73-го Берлинского международного кинофестиваля 19 февраля 2023 года. 1 декабря 2023 года был выпущен в кинотеатрах Великобритании.

## Сюжет
Жюль зарабатывает тем, что работает драг-квин. Оказавшись жертвой гомофобного нападения, он теряет жизнь и карьеру. Не сумев до конца психологически оправиться после случившегося, через несколько месяцев он встречает одного из нападавших, Престона, и решает отомстить.

## В ролях
- Нейтан Стюарт-Джаретт — Жюль
- Джордж Маккей — Престон
- Аарон Хеффернан — Оз
- Джон Маккри — Тоби
- Аша Рид — Алисия
- Питер Клементс — Антон
- Чарли Палмер Ротуэлл — Джек
- Мо Бар-Эл — Донован
- Нима Тейлгани — Биджан
- Джексон Милнер — Ли
- Анита-Джой Увалей — Лидия
- Антония Кларк — Молли
- Джон Лидер — Кэлвин

## Отзывы и оценки
На сайте агрегатора обзоров Rotten Tomatoes фильм имеет рейтинг одобрения 93 % на основе 87 отзывов, со средней оценкой 8/10. Мнение критиков веб-сайта гласит: «Сексуально заряженный и пронизанный напряжением, возрождает жанр нуар и может заставить аудиторию сгрызть все ногти». Metacritic, который использует средневзвешенное значение, присвоил фильму оценку 69 из 100, основываясь на 14 критиках, что указывает на «в целом благоприятные» отзывы.

## Награды
| Награда                                   | Год  | Категория                                            | Номинант(-ы)                                           | Результат | Примечания  |
| ----------------------------------------- | ---- | ---------------------------------------------------- | ------------------------------------------------------ | --------- | ----------- |
| Берлинский кинофестиваль                  | 2023 | Награда GWFF за лучший первый полнометражный фильм   | Сэм Эйч Фриман Энджи Чон Пин Майлз Пейн Сэм Ритценберг | Номинация | [ 3 ]       |
| Берлинский кинофестиваль                  | 2023 | Кинопремия «Тедди» за лучший фильм                   | Сэм Эйч Фриман Энджи Чон Пин                           | Номинация | [ 4 ]       |
| Премия британского независимого кино      | 2023 | Лучший дизайн костюмов                               | Буки Ебиесува                                          | Победа    | [ 5 ] [ 6 ] |
| Премия британского независимого кино      | 2023 | Лучший макияж и причёски                             | Мэри Дихан                                             | Победа    | [ 5 ] [ 6 ] |
| Премия британского независимого кино      | 2023 | Лучшая операторская работа                           | Джеймс Роудс                                           | Номинация | [ 5 ] [ 6 ] |
| Премия британского независимого кино      | 2023 | Лучшая музыка                                        | Адам Янота Бзовски                                     | Номинация | [ 5 ] [ 6 ] |
| Премия британского независимого кино      | 2023 | Лучшее музыкальное сопровождение                     | Сиара Элвис                                            | Номинация | [ 5 ] [ 6 ] |
| Премия британского независимого кино      | 2023 | Лучший независимый фильм                             | Сэм Эйч Фриман Энджи Чон Пин Майлз Пейн Сэм Ритценберг | Номинация | [ 5 ] [ 6 ] |
| Премия британского независимого кино      | 2023 | Лучшая режиссура                                     | Сэм Эйч Фриман Энджи Чон Пин                           | Номинация | [ 5 ] [ 6 ] |
| Премия британского независимого кино      | 2023 | Лучшее совместное исполнение                         | Нейтан Стюарт-Джаретт Джордж Маккей                    | Победа    | [ 5 ] [ 6 ] |
| Премия британского независимого кино      | 2023 | Лучший сценарий                                      | Сэм Эйч Фриман Энджи Чон Пин                           | Номинация | [ 5 ] [ 6 ] |
| Премия британского независимого кино      | 2023 | Награда Дугласа Хикокса за лучший режиссёрский дебют | Сэм Эйч Фриман Энджи Чон Пин                           | Номинация | [ 5 ] [ 6 ] |
| Премия британского независимого кино      | 2023 | Лучший дебют сценариста                              | Сэм Эйч Фриман Энджи Чон Пин                           | Номинация | [ 5 ] [ 6 ] |
| Иерусалимский международный кинофестиваль | 2023 | Лучший международный дебют                           | Сэм Эйч Фриман Энджи Чон Пин                           | Номинация |             |
| Международный кинофестиваль в Вальядолиде | 2023 | Лучший художественный фильм                          | Сэм Эйч Фриман Энджи Чон Пин                           | Победа    | [ 7 ]       |
| Международный кинофестиваль в Цюрихе      | 2023 | Лучший международный художественный фильм            | Сэм Эйч Фриман Энджи Чон Пин                           | Номинация |             |